# 판지항
판지항은 울산광역시 북구 구유동에 있는 소규모 어항이다.

## 연혁
판지항은 어촌정주어항으로 울산광역시 북구청장이 지정 관리하여 오다가, 2008년 9월 22일 어촌정주어항 지정이 해제되었다.